# Gilbert-celle
Indenfor elektronik er en Gilbert-celle en blander først beskrevet af Barrie Gilbert i 1968. Kredsløbets output-strøm er en præcis multiplikation af de (differentiale) basis strømme af begge input.

## Funktion
Gilbert-cellen består af to differentialforstærkere dannet af emitter-forbundne transistorpar (Q1/Q4, Q3/Q5) hvis output er forbundne (strømme summet) med modsatte faser. Emitterforbindelserne af disse forstærkertrin fødes af kollektorene af en tredje differentialpar (Q2/Q6). Output-strømmene af Q2/Q6 bliver emitterstrømmene for differentialforstærkerne, derfor er output-strømmene af disse trin lineart afhængige af disse emitter-strømme og de respektive input-spændinger.  Ved at sammensætte de to differenstrins output-strømme fås 4-kvadrant operation.
En funktionel ækvivalent kredsløb kan konstrueres ved at anvende felteffekttransistorer (JFET, MOSFET) eller elektronrør.
| Elektronik | Spire Denne artikel om elektronik er en spire som bør udbygges. Du er velkommen til at hjælpe Wikipedia ved at udvide den. |